# Ministerium für Tourismus und Kultur (Gambia)
Das Ministerium für Tourismus und Kultur (Ministry of Tourism & Culture, MoTC) ist ein Ministerium der Regierung des westafrikanischen Staates Gambia.

## Lage und Beschreibung
Der Sitz des Ministeriums liegt in der Hauptstadt Banjul im New-Administrative-Building, The Quadrangle.
Das Tourismus- und Kulturministerium ist verantwortlich für den Tourismus und die Kultur im Land. Weiter liegen im Verantwortungsbereich des Ministeriums die Gambia Hotel School und der Arch 22.

## Untergeordnete Organisationen
- National Tourism Office
- Gambia Tourism Authority
- Gambia National Council for Arts and Culture

## Geschichte
Bis Mitte 2009 lautete die Bezeichnung Gambia Department of State for Tourism & Culture (DoSTC).

## Leitung
Der Tourismusminister/Kulturminister (Minister of Tourism & Culture) ist seit dem 15. März 2024 Abdoulie Jobe. Er ist Nachfolger von Hamat Bah, der seit dem 1. Februar 2017 im Amt war.